# جون س. بوتشر
جون س. بوتشر (بالإنجليزية: John C. Butcher)‏ هو رياضياتي وعالم حاسوب ومهندس نيوزيلندي، ولد في 31 مارس 1933 في أوكلاند في نيوزيلندا.